# Tandanor
Tandanor (от исп. Talleres Navales Dársena Norte) — аргентинская верфь, принадлежащая рабочим. Одно из крупнейших судостроительных предприятий страны, крупнейшее судоремонтное предприятие Латинской Америки. Производственные мощности расположены в Буэнос-Айресе. Завод имеет единственный в стране судоподъёмник вертикального типавидео.

## История

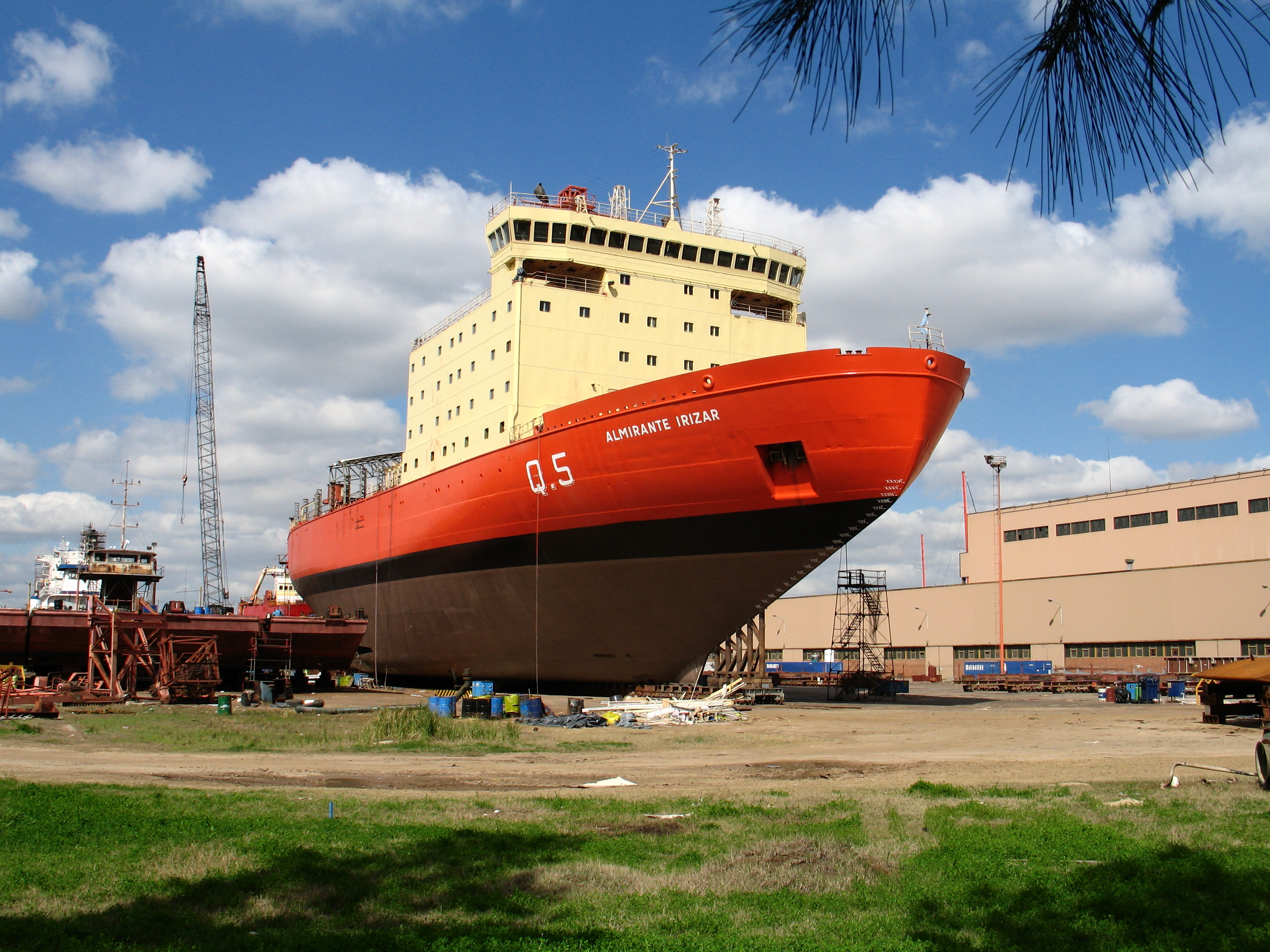
Ледокол «Альмиранте Ирисар» на Tandanor. 2011 год

Верфь основана 10 ноября 1879 года. Tandanor изначально задумывался для поддержания аргентинского военно-морского флота. В 1991 предприятие приватизировали в соответствии с планом президента Карлоса Менема. В 1999 году, после того как главный акционер объявил о своём банкротстве, работники выкупили верфь. Экономический кризис 2001 года и последующая девальвация валюты снизили затраты на конкурентоспособных международных цены, что сделало бизнес снова прибыльным, и на верфи в настоящее время работает около 400 работников.
С 2010 года совместно с верфью «Альмиранте Сторни» (бывшая Astillero Ministro Manuel Domecq García, MMDG) входит в военно-морской комплекс CINAR Министерства обороны Аргентины.

## Показатели деятельности
В марте 2010 года было объявлено, что в августе начнётся строительство первого из четырёх 1800 тонных морских патрульных кораблей типа OPV-80. Корабли, согласно прогнозам, будут стоить 619 миллионов песо, и будут использоваться для патрулирования южной части Аргентинского моря.
На предприятии производится ремонт кораблей и судов военно-морских сил страны. Так, в 2007 году на ремонт стала подводная лодка «Сан-Хуан» типа «Санта-Крус». На верфи, после пожара на борту в 2007 году, проходит ремонт аргентинский ледокол «Альмиранте Ирисар».

## Продукция
Подводные лодки типа 209
- «Сальта» (сборка)[11]
- «Сан-Луис» (сборка)[11]